# Mondrepuis
Mondrepuis est une commune française située dans le département de l'Aisne, en région Hauts-de-France.

## Géographie
- 1Carte dynamique
- 2Carte OpenStreetMap
- 3Carte topographique
- 4Carte avec les communes environnantes

Mondrepuis est limitrophe de six communes : Neuve-Maison, Wimy, Clairfontaine, Fourmies (Nord), Anor (Nord) et Hirson.

### Hydrographie
La commune est située dans le bassin Seine-Normandie. Elle est drainée par l'Oise, la Marnoise, le cours d'eau 01 du Petit Loudier, le cours d'eau 03 de la commune de Mondrepuis, le fossé 02 du Bois de Catelét, le fossé 06 de la commune de Mondrepuis, le fossé des Anciennes Carrières de Hauty, le fossé du Bois de Hauty, le fossé du Moulin Husson, le Merdelot, le ruisseau des Marais et le ruisseau du Catelet,,.
L'Oise prend sa source en Belgique, à 309 mètres d'altitude, dans l'ancienne commune de Forges et se jette dans la Seine à 20 mètres d'altitude, au Pointil en rive droite et en aval du centre de Conflans-Sainte-Honorine dans le département des Yvelines. D'une longueur 341 kilomètres, elle est presque entièrement navigable et bordée de canaux sur 104 kilomètres. Les caractéristiques hydrologiques de l'Oise sont données par la station hydrologique située sur la commune d'Hirson. Le débit moyen mensuel est de 4,99 m3/s. Le débit moyen journalier maximum est de 151 m3/s, atteint lors de la crue du 7 janvier 2011. Le débit instantané maximal est quant à lui de 188 m3/s, atteint le même jour.

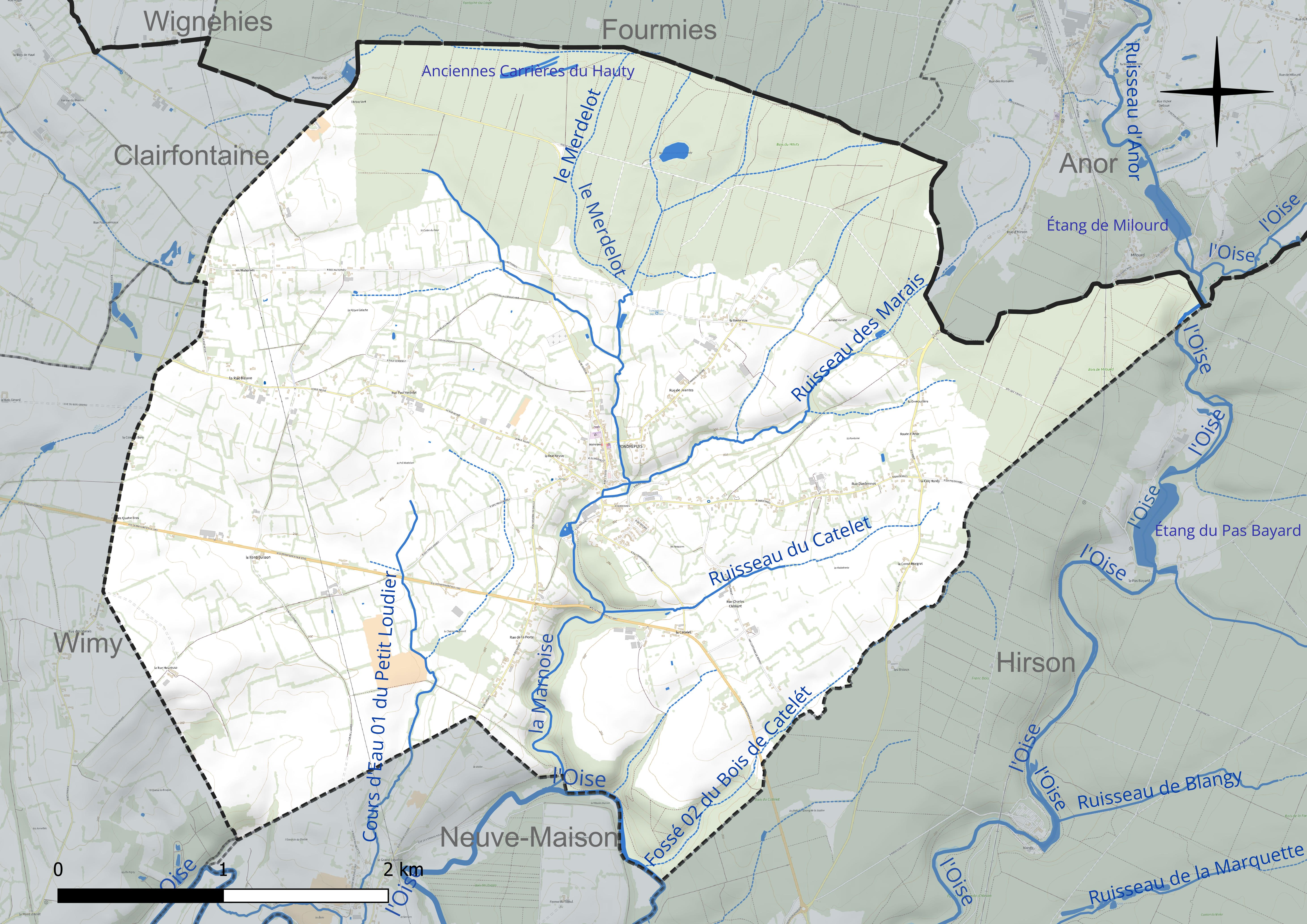
Réseau hydrographique de Mondrepuis.

Un plan d'eau complète le réseau hydrographique : l'anciennes Carrières du Hauty (1,2 ha),.

### Climat
Pour des articles plus généraux, voir Climat des Hauts-de-France et Climat de l'Aisne.
En 2010, le climat de la commune est de type climat des marges montargnardes, selon une étude du CNRS s'appuyant sur une série de données couvrant la période 1971-2000. En 2020, Météo-France publie une typologie des climats de la France métropolitaine dans laquelle la commune est exposée à un climat océanique altéré et est dans la région climatique Nord-est du bassin Parisien, caractérisée par un ensoleillement médiocre, une pluviométrie moyenne régulièrement répartie au cours de l'année et un hiver froid (3 °C).
Pour la période 1971-2000, la température annuelle moyenne est de 9,6 °C, avec une amplitude thermique annuelle de 14,9 °C. Le cumul annuel moyen de précipitations est de 936 mm, avec 13,4 jours de précipitations en janvier et 9,9 jours en juillet. Pour la période 1991-2020, la température moyenne annuelle observée sur la station météorologique la plus proche, située sur la commune de Fontaine-lès-Vervins à 16 km à vol d'oiseau, est de 10,5 °C et le cumul annuel moyen de précipitations est de 826,3 mm,. Pour l'avenir, les paramètres climatiques de la commune estimés pour 2050 selon différents scénarios d'émission de gaz à effet de serre sont consultables sur un site dédié publié par Météo-France en novembre 2022.

## Urbanisme

### Typologie
Au 1er janvier 2024, Mondrepuis est catégorisée commune rurale à habitat dispersé, selon la nouvelle grille communale de densité à 7 niveaux définie par l'Insee en 2022.
Elle est située hors unité urbaine. Par ailleurs la commune fait partie de l'aire d'attraction d'Hirson, dont elle est une commune de la couronne,. Cette aire, qui regroupe 26 communes, est catégorisée dans les aires de moins de 50 000 habitants,.

### Occupation des sols
L'occupation des sols de la commune, telle qu'elle ressort de la base de données européenne d'occupation biophysique des sols Corine Land Cover (CLC), est marquée par l'importance des territoires agricoles (68,7 % en 2018), une proportion sensiblement équivalente à celle de 1990 (69 %). La répartition détaillée en 2018 est la suivante : 
prairies (64 %), forêts (26,9 %), terres arables (4,6 %), zones urbanisées (3,4 %), milieux à végétation arbustive et/ou herbacée (1 %), zones agricoles hétérogènes (0,1 %).
L'évolution de l'occupation des sols de la commune et de ses infrastructures peut être observée sur les différentes représentations cartographiques du territoire : la carte de Cassini (XVIIIe siècle), la carte d'état-major (1820-1866) et les cartes ou photos aériennes de l'IGN pour la période actuelle (1950 à aujourd'hui).

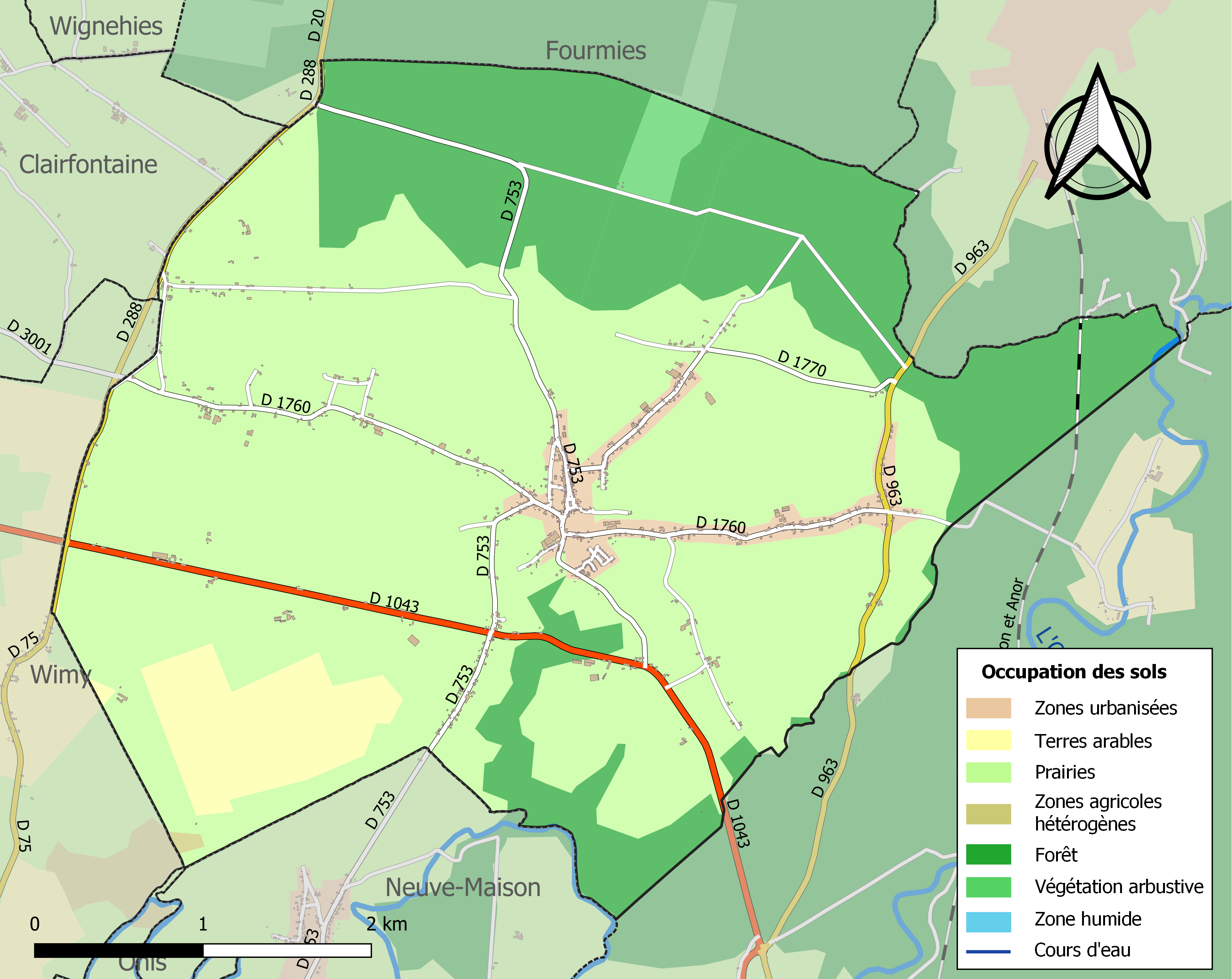
Carte de l'occupation des sols de la commune en 2018 (CLC).

## Toponymie
Monsputei en 1170 (cart. de l'abb. de Bucilly, f. 2 et 40), Mons-dou-puy en 1170 (cart. de la seigneurie de Guise, f. 68), Ecclesia de Monte-podii en 1173, Montdelpui en 1237, Montdoupui en 1237 (cart. de l'abb. de Bucilly, f. 41 et 44), Montdelpuis en 1300 (cart. de la seign. de Guise, f. 30), Mondrepuis-en-Therasche en 1498 (comptes de l'hôtel-dieu de Laon, E 29), Mondrepuys en 1612 (terrier de Mondrepuis), Montdrepuis en 1721 (minutes de Thouïlle, not.), Mondrepuy en 1734 (bailliage d'Aubenton), Monderpuis (carte de Cassini). (Source : Dictionnaire topographique du département de l'Aisne - Auguste MATTON)[réf. incomplète]
De l'oïl mont et pui « hauteur , colline , sommet » ; le 1er terme étant la traduction du 2e , le 2e terme ne devait plus être compris.

## Histoire

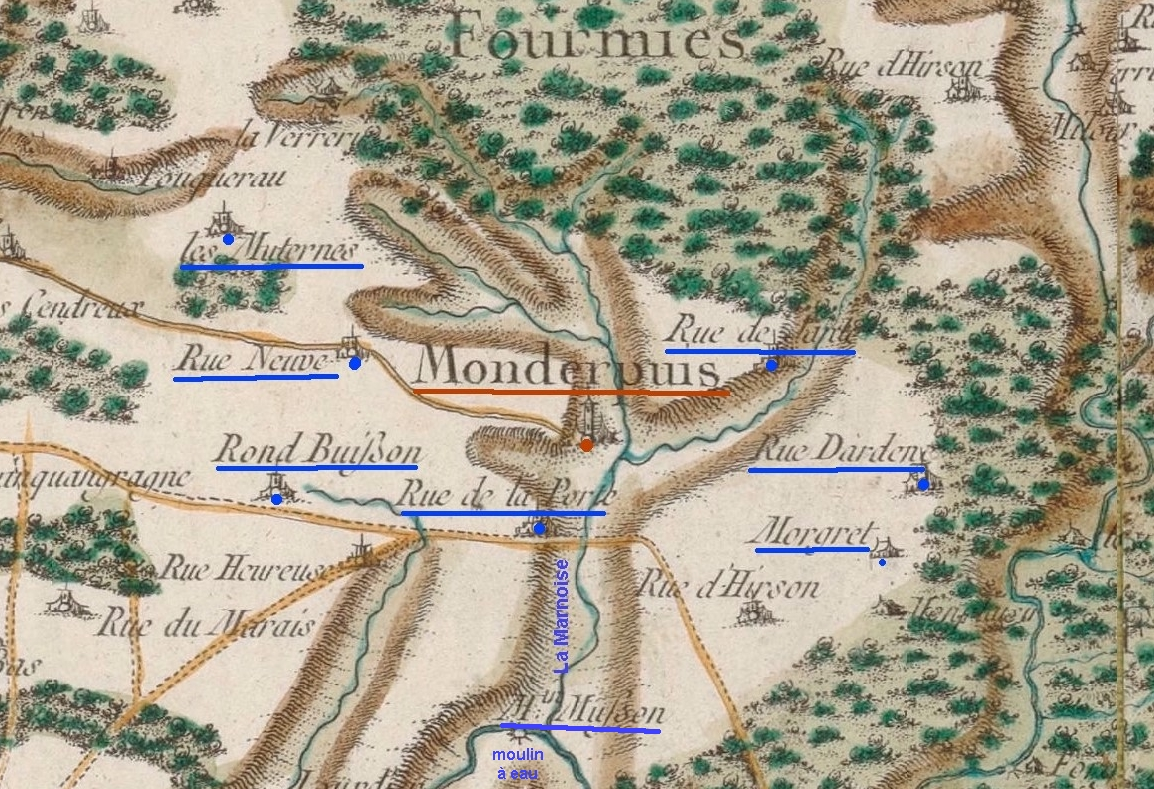
Carte de Cassini du secteur
(vers 1750).

- Carte de Cassini
 La carte de Cassini montre qu'au XVIIIe siècle, Mondrepuis est une paroisse située sur la rive droite du ruisseau La Marnoise.
 De nombreux hameaux dont la plupart existent encore de nos jours les Muternes, Rue Neuve, Rond Buisson, Rue de la Porte, Rue Dardene, Margret, Rue de Jante sont représentés. Au sud, au bord de l'Oise, le moulin Husson est commun avec la commune de Neuve-Maison.
 Camp certainement d'origine celtique du type éperon barré sur la commune de Mondrepuis visible d'après photos aériennes.
- 1170 : Le village a été fondé en 1170 par Louis[29], abbé de Bucilly, en association avec Jacques d'Avesnes, seigneur de Guise, sur un terrain inculte propriété de l'abbaye de Bucilly dont les habitants furent affranchis suivant les dispositions de la charte de Vervins. Les moines de l'abbaye de Bucilly voulaient y attirer des agriculteurs pour défricher les forêts voisines. Cette fondation donna lieu à la rédaction d'une charte de franchises (code judiciaire). Cette charte énumérait les redevances des habitants envers leur seigneur, ainsi que leurs droits et leurs devoirs.
- 1590 : En 1590, une bataille sanglante eut lieu près de Mondrepuis entre royalistes et calvinistes. Le lieu de ce combat porte encore le nom de Champ de la tuerie.
- Première Guerre mondiale : Mondrepuis se trouve en zone occupée par les troupes allemandes d'août 1914 jusqu'au 9 novembre 1918, date où le village est libéré par des troupes françaises, 2 jours donc avant l'Armistice.
- Seconde Guerre mondiale : Mondrepuis se trouve en zone occupée par les troupes allemandes du 17 mai 1940 au 2 septembre 1944. Le 17 mai 1940, des combats violents ont lieu dans la commune. Issus de régiments de tirailleurs algériens et d'artillerie dont la mission est de ralentir l'avancée allemande, 53 soldats français perdent la vie. Les Allemands enregistrent également des pertes. Les bombardements entraînent l'incendie de l'église mais aussi de plusieurs maisons qui ont servi de bastions de défense aux soldats français. Dans la matinée du 2 septembre 1944, le village est libéré par des troupes américaines.

## Politique et administration

### Découpage territorial
La commune de Mondrepuis est membre de la communauté de communes des Trois Rivières, un établissement public de coopération intercommunale (EPCI) à fiscalité propre créé le 29 décembre 1995 dont le siège est à Buire. Ce dernier est par ailleurs membre d'autres groupements intercommunaux.
Sur le plan administratif, elle est rattachée à l'arrondissement de Vervins, au département de l'Aisne et à la région Hauts-de-France. Sur le plan électoral, elle dépend du  canton d'Hirson pour l'élection des conseillers départementaux, depuis le redécoupage cantonal de 2014 entré en vigueur en 2015, et de la troisième circonscription de l'Aisne  pour les élections législatives, depuis le dernier découpage électoral de 2010.
Les dernières élections municipales ont été remportées par la liste "Bien Vivre à Mondrepuis" conduite par Fabien Coquelet recueillant 64,2% des suffrages.
La liste "Notre village, c'est vous avant tout" conduite par Delphine Bulinski, adjointe sortante, soutenue par le maire sortant Patrick Bon et des élus de gauche hirsonnais a recueilli 35,8% des suffrages.

### Administration municipale
| Période                                  | Période                   | Identité        | Étiquette      | Qualité                           |
| ---------------------------------------- | ------------------------- | --------------- | -------------- | --------------------------------- |
| Les données manquantes sont à compléter. |                           |                 |                |                                   |
| 1791                                     | 1791                      | Baillet         |                |                                   |
|                                          |                           |                 |                |                                   |
|                                          |                           | Raymon Mary     |                | Herbager                          |
| mars 1995                                | mars 2001                 | Noel Caullery   |                | Technicien voirie                 |
| mars 2001                                | mai 2020                  | Patrick Bon     | PS             | Fonctionnaire à la ville d'Hirson |
| mai 2020,                                | En cours (au 6 juin 2020) | Fabien Coquelet | SANS ETIQUETTE |                                   |

## Démographie
L'évolution du nombre d'habitants est connue à travers les recensements de la population effectués dans la commune depuis 1793. Pour les communes de moins de 10 000 habitants, une enquête de recensement portant sur toute la population est réalisée tous les cinq ans, les populations de référence des années intermédiaires étant quant à elles estimées par interpolation ou extrapolation. Pour la commune, le premier recensement exhaustif entrant dans le cadre du nouveau dispositif a été réalisé en 2007.

En 2022, la commune comptait 1 033 habitants, en évolution de +0,19 % par rapport à 2016 (Aisne : −1,97 %, France hors Mayotte : +2,11 %).
| 1793  | 1800  | 1806  | 1821  | 1831  | 1836  | 1841  | 1846  | 1851  |
| ----- | ----- | ----- | ----- | ----- | ----- | ----- | ----- | ----- |
| 1 144 | 1 187 | 1 290 | 1 526 | 1 781 | 1 827 | 1 841 | 1 901 | 1 817 |

| 1856  | 1861  | 1866  | 1872  | 1876  | 1881  | 1886  | 1891  | 1896  |
| ----- | ----- | ----- | ----- | ----- | ----- | ----- | ----- | ----- |
| 1 844 | 1 810 | 1 770 | 1 617 | 1 644 | 1 567 | 1 579 | 1 538 | 1 506 |

| 1901  | 1906  | 1911  | 1921  | 1926  | 1931  | 1936  | 1946  | 1954  |
| ----- | ----- | ----- | ----- | ----- | ----- | ----- | ----- | ----- |
| 1 469 | 1 469 | 1 357 | 1 259 | 1 261 | 1 272 | 1 174 | 1 067 | 1 117 |

| 1962  | 1968  | 1975  | 1982 | 1990  | 1999 | 2006  | 2007  | 2012 |
| ----- | ----- | ----- | ---- | ----- | ---- | ----- | ----- | ---- |
| 1 120 | 1 121 | 1 005 | 972  | 1 006 | 941  | 1 001 | 1 008 | 999  |

| 2017  | 2022  | - | - | - | - | - | - | - |
| ----- | ----- | - | - | - | - | - | - | - |
| 1 040 | 1 033 | - | - | - | - | - | - | - |

## Économie locale
- Commerces, jusqu'au début des années 2000, le village de Mondrepuis comptait plusieurs commerces de proximité : boulangerie, boucherie, cafés, restaurant, presse, station service, coiffeur, garage, etc. Malheureusement, la plupart d'entre eux ont fermé, certains gérants n'ayant pas su remettre leurs fonds de commerce. Durant les années 2000, aucune politique de développement n'a été mise en place pour tenter de réimplanter des commerces. Des initiatives privées ont permis l'arrivée de nouvelles activités telles qu'un restaurant ou d'une boutique du terroir. Plus récemment et grâce à la nouvelle municipalité, une friterie a pu s'installer et une nouvelle boulangerie a été ouverte.
- Industries, la commune de Mondrepuis s'est développée à partir du XIXe siècle grâce à l'activité des carrières et l'arrivée d'une filature. La laiterie, rachetée par la famille Lesire et Roger au cours de la 2e partie du XXe siècle, s'est spécialisée et distinguée dans la fabrication de maroilles[39]. Aujourd'hui, l'activité de carrières a disparu. La filature de Mondrepuis, fleuron industriel axonais, a fermé ses portes en juillet 2013 sous l'impuissance des élus ; 30 salariés ont été licenciés.

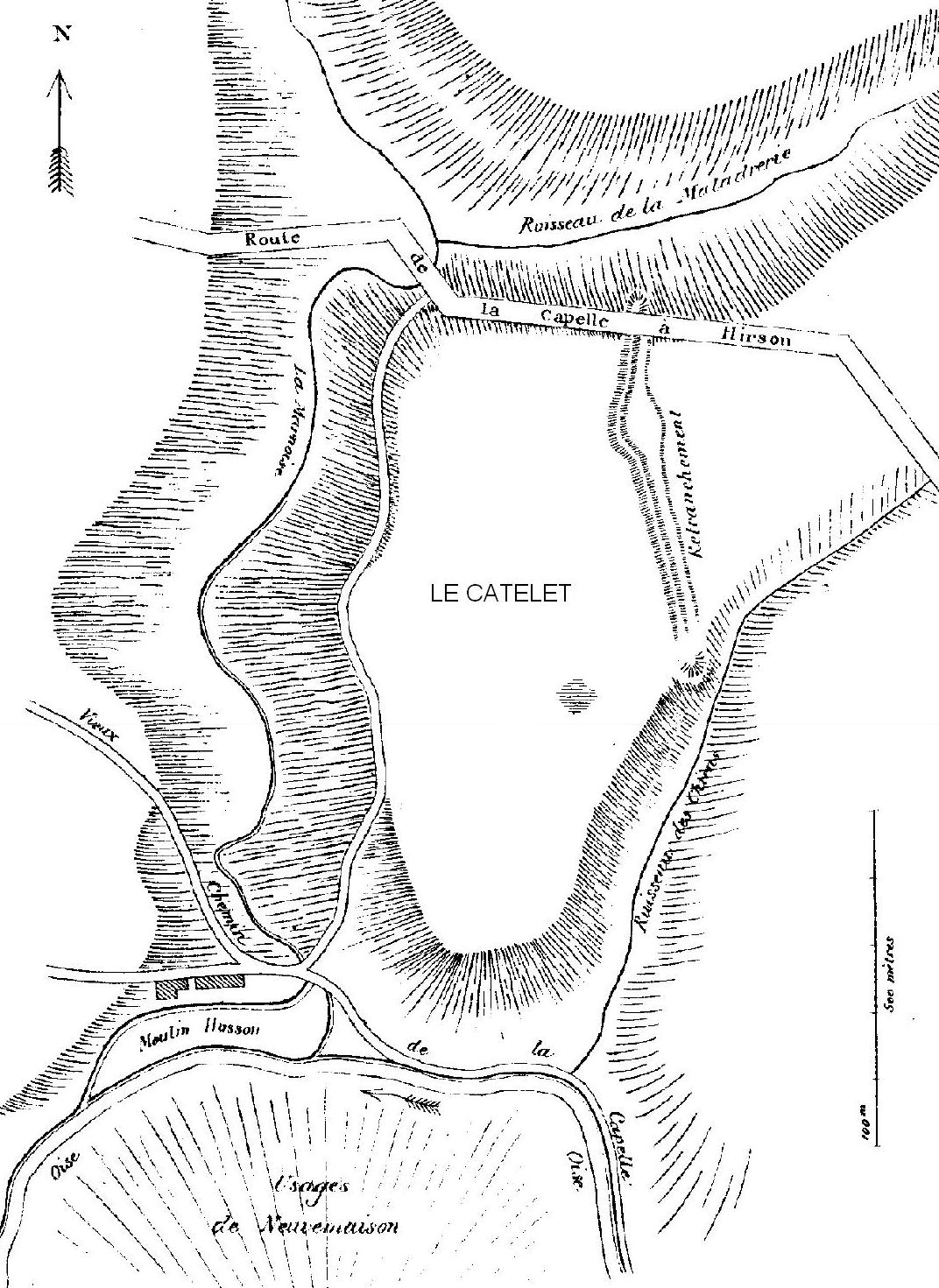
Camp romain du Câtelet.

## Lieux à découvrir
- Camp romain du Câtelet (49° 57′ 00″ N, 4° 03′ 16″ E) : établi sur la pointe d'une colline baignée de trois côtés par l'Oise et par des ruisseaux encaissés (la Marnoise, le ruisseau du Câtelet (anciennement ruisseau de la Maladrerie), ruisseau des Chiens). Une tranchée transversale le sépare du reste du plateau. Son étendue est d'environ 30 hectares. Dans son enceinte, ont été découverts le couvercle en métal d'un vase antique, plusieurs urnes et des médailles romaines. On y aurait aussi trouvé, dit-on, une pierre portant une inscription qu'on n'a malheureusement pas recueillie[40].
- Église Saint-Nicolas

## Personnalités liées à la commune
- Charles Joseph Colnet Du Ravel, poète satirique du XIXe siècle.
- Alfred Desmasures, journaliste, écrivain, essayiste et historien du XIXe siècle.